# Dromas
Dromas (lat. Dromas ardeola) je ptica koja je u bliskom srodstvu s kulicima, ali je dovoljno različita da se odvoji u zasebnu porodicu. Njegovo srodstvo s ostalim močvaricama je nejasno, a neki su predložili da je srodniji ćukavicama, a drugi galebovima i njorkama. Jedini je pripadnik roda Dromas i jedinstven među močvaricama jer koristi toplinu tla za inkubiranje jaja.

## Opis
Ova ptica ima veoma duge sive noge i snažan i težak crni kljun sličan onom kod čigri. Njegovo crno-bijelo perje, dug i uspravljen vrat zajedno s teškim kljunom čini ga nezamjenjivim za neku drugu vrstu. Kljun mu je jedinstven među močvaricama, specijalizovan za ishranu rakovima. Ima nožne prste djelomično povezane plivaćom kožicom. Perje mu je bijelo osim crnih leđa i primarnih pera na krilima. Oni su bučne ptice koje se često dozivaju na gnijezdilištima i zimovalištima. Glasaju se s ponavljanim "ka".
Mužjake i ženke se teško razlikuje, ali mužjaci imaju teži i duži kljun. Jata lete u formaciji slova "V".

## Rasprostranjenost
Stanarica je na obalama i otocima u Indijskom oceanu, gdje se hrani rakovima i drugim malenim životinjama. Društveni su i hrane se u velikim grupama, noću i u zoru kao i danju; ovakvo noćno ponašanje je češće tijekom sezone parenja. Razmnožavaju se oko Arapskog mora na obalama Pakistana, u Omanskom i Perzijskom zaljevu, kao i u Crvenom moru i u Somaliji od travnja do srpnja. Onda se u kolovozu raziđu po Indijskom oceanu sve do Šri Lanke, Tanzanije i Madagaskara.

## Ponašanje
Dromas je neobičan među močvaricama jer se gnijezdi u jazbinama u pijesku. U regiji Crvenog mora, sezona parenja počinje sredinom svibnja. Razmnožava se u kolonijama i s više od 1500 parova. Nese jedno bijelo jaje, ponekad dva, koja su velika u odnosu na veličinu roditelja. Temperatura jazbine je optimalna zahvaljujući toploti sunca, pa roditelji mogu ostaviti gnijezdo bez nadgledanja čak i 58 sati. Ptići su također jedinstveni među potrkušcima ostalih močvarica: nisu u stanju hodati nakon izleganja pa im se hrana mora donositi. Čak i kada operjaju, roditelji se još moraju za njih brinuti. I mužjak i ženka se brinu o mladima.

## Vanjske poveznice

### Drugi projekti
|  | Zajednički poslužitelj ima stranicu o temi Dromas ardeola    |
|  | Zajednički poslužitelj ima još gradiva o temi Dromas ardeola |
|  | Wikivrste imaju podatke o taksonu Dromas ardeola             |